# Coupe d'Angleterre de football 1986-1987
Navigation
Coupe d'Angleterre 1985-1986 Coupe d'Angleterre 1987-1988
La Coupe d'Angleterre de football 1986-1987 est la 107e édition de la Coupe d'Angleterre de football. Coventry City remporte son unique Coupe d'Angleterre de football au détriment de Tottenham Hotspur sur le score de 3-2 après prolongation, au cours d'une finale jouée dans l'enceinte du stade de Wembley à Londres.

## Demi-finales
| 12 avril 1987 | Tottenham Hotspur         | 4 – 1 | Watford | Villa Park, Birmingham |  |
|               | Hodge · C.Allen · P.Allen |       | M.Allen |                        |  |

| 12 avril 1987 | Coventry City                        | 3 – 2 (a.p) | Leeds United             | Hillsborough, Sheffield                        |                                                |
|               | Gynn 68e · Houchen 77e · Bennett 99e |             | Rennie 14e · Edwards 83e | Spectateurs : 51 372 Arbitrage : Roger Milford | Spectateurs : 51 372 Arbitrage : Roger Milford |
|               | (Rapport)                            |             |                          | Spectateurs : 51 372 Arbitrage : Roger Milford | Spectateurs : 51 372 Arbitrage : Roger Milford |

## Finale
| Titulaires : |  |
| |  |
| 1 Steve Ogrizovic · 2 David Phillips · 3 Greg Downs · 4 Lloyd McGrath · 5 Brian Kilcline (c) 89e · 6 Trevor Peake · 7 Dave Bennett · 8 Micky Gynn · 9 Cyrille Regis · 10 Keith Houchen · 11 Nick Pickering · |  |
| Remplaçants : |  |
| 12 Steve Sedgley · 14 Graham Rodger 89e · |  |
| Entraîneur : |  |
| John Sillett |  |

| Titulaires : |  |
| |  |
| 1 Ray Clemence · 2 Chris Hughton 74e · 3 Mitchell Thomas · 4 Steve Hodge · 5 Richard Gough (c) · 6 Gary Mabbutt · 7 Clive Allen · 8 Paul Allen · 9 Chris Waddle · 10 Glenn Hoddle · 11 Osvaldo Ardiles 74e · |  |
| Remplaçants : |  |
| 12 Nico Claesen 97e · 14 Gary Stevens 91e · |  |
| Entraîneur : |  |
| David Pleat |  |

| Titulaires : |  |
| |  |
| 1 Steve Ogrizovic · 2 David Phillips · 3 Greg Downs · 4 Lloyd McGrath · 5 Brian Kilcline (c) 89e · 6 Trevor Peake · 7 Dave Bennett · 8 Micky Gynn · 9 Cyrille Regis · 10 Keith Houchen · 11 Nick Pickering · |  |
| Remplaçants : |  |
| 12 Steve Sedgley · 14 Graham Rodger 89e · |  |
| Entraîneur : |  |
| John Sillett |  |

| Titulaires : |  |
| |  |
| 1 Ray Clemence · 2 Chris Hughton 74e · 3 Mitchell Thomas · 4 Steve Hodge · 5 Richard Gough (c) · 6 Gary Mabbutt · 7 Clive Allen · 8 Paul Allen · 9 Chris Waddle · 10 Glenn Hoddle · 11 Osvaldo Ardiles 74e · |  |
| Remplaçants : |  |
| 12 Nico Claesen 97e · 14 Gary Stevens 91e · |  |
| Entraîneur : |  |
| David Pleat |  |

| Coventry City | Tottenham Hotspur |